# 16524 Гаусман
16524 Гаусман (16524 Hausmann) — астероїд головного поясу, відкритий 17 січня 1991 року.
Тіссеранів параметр щодо Юпітера — 3,495.